# Ordine nazionale del Mali
L'Ordine nazionale del Mali è il maggiore tra gli ordini cavallereschi del Mali.

## Storia
L'Ordine nazionale del Mali venne fondato il 31 maggio 1963 per celebrare l'indipendenza acquisita dal paese nel 1960 dopo decenni di colonizzazione francese.
Come tale, l'ordine era concesso ai meritevoli verso lo stato e poteva essere concesso anche ai capi di Stato stranieri in segno di amicizia.

## Classi
L'Ordine dispone delle seguenti classi di benemerenza:
- cavaliere di gran croce
- grand'ufficiale
- commendatore
- ufficiale
- cavaliere

| Nastri    |           |              |                 |                         |
| Cavaliere | Ufficiale | Commendatore | Grand'ufficiale | Cavaliere di gran croce |

## Insegne
- La medaglia dell'Ordine è composta sul modello della legion d'onore francese con la croce esterna gialla biforcata formata da cinque bracci di colore giallo e pomata d'oro e una più piccola interna biforcata di cinque bracci di colore rosso bordata d'oro. Al centro delle croci si trova un medaglione smaltato di rosso con le lettere "RM" ("Republique du Mali"), attorniato da un anell odorato a lettere rosse riportante la frase "ORDRE NATIONALE" ("Ordine nazionale") sotto il quale si trovano due rami d'alloro incrociati.
- La placca riprende esattamente le medesime forme della medaglia.
- Il nastro è giallo con una striscia verde su un lato e una rossa sull'altro, a riprendere i colori della bandiera nazionale del Mali.